# Onthophagus concinnus
Onthophagus concinnus es una especie de insecto del género Onthophagus de la familia Scarabaeidae del orden Coleoptera.
 Fue descrita en 1840 por Castelnau.
Mide 5 a 8 mm. Es verde y amarillo. Se alimenta de estiércol y de hongos. Se encuentra en el sudeste de los Estados Unidos.